# Guerguina Dvoretzka
Guerguina Dvoretzka, en búlgaro: Гергина Дворецка, (Sofía, 21 de enero de 1954) es una poetisa búlgara. 
Estudió filología búlgara en la Universidad de Sofía. Publicó sus primeros poemas en los periódicos Rodna rech y Srednoshkolsko zname.

## Carrera
Tiene cuatro libros de poemas. Trabaja en la Radio Nacional búlgara